# Camacolaimus monhystera
Camacolaimus monhystera is een rondwormensoort uit de familie van de Camacolaimidae. De wetenschappelijke naam van de soort is voor het eerst geldig gepubliceerd in 1967 door Gerlach.